# Rogacz (Bułgaria)
Rogacz (bułg. Рогач) – wieś w Bułgarii, w obwodzie Kyrdżali, w gminie Krumowgrad. W 2024 roku liczyła 497 mieszkańców.